# Irish Open 1988
Die Irish Open 1988 im Badminton fanden vom 19. bis zum 21. Februar 1988 in Dublin statt.

## Sieger und Platzierte
| Disziplin    | Gold                            | Silber                        | Bronze                       |
| ------------ | ------------------------------- | ----------------------------- | ---------------------------- |
| Herreneinzel | Alex White                      | Klaus Fischer                 | Heinz Fischer                |
| Herreneinzel | Alex White                      | Klaus Fischer                 | Anthony Gallagher            |
| Dameneinzel  | Anne Gibson                     | Julie Munday                  | Bożena Siemieniec            |
| Dameneinzel  | Anne Gibson                     | Julie Munday                  | Sarah Hore                   |
| Herrendoppel | Alex White Iain Pringle         | Anthony Gallagher Dan Travers | Rikki Keag Peter Ferguson    |
| Herrendoppel | Alex White Iain Pringle         | Anthony Gallagher Dan Travers | Nick Ponting David Wright    |
| Damendoppel  | Bożena Haracz Bożena Siemieniec | Holly Lane Ann O’Sullivan     | Christine Heatly Anne Gibson |
| Damendoppel  | Bożena Haracz Bożena Siemieniec | Holly Lane Ann O’Sullivan     | Sarah Hore Julie Munday      |
| Mixed        | Nick Ponting Julie Munday       | Alex White Christine Heatly   | Jerzy Dołhan Bożena Haracz   |
| Mixed        | Nick Ponting Julie Munday       | Alex White Christine Heatly   | Peter Ferguson Holly Lane    |

## Finalresultate
| Disziplin    | Sieger                          | Finalist                      | Ergebnis          |
| ------------ | ------------------------------- | ----------------------------- | ----------------- |
| Herreneinzel | Alex White                      | Klaus Fischer                 | 17:16, 15:7       |
| Dameneinzel  | Anne Gibson                     | Julie Munday                  | 11:7, 11:4        |
| Herrendoppel | Alex White Iain Pringle         | Anthony Gallagher Dan Travers | 15:7, 15:8        |
| Damendoppel  | Bożena Haracz Bożena Siemieniec | Holly Lane Ann O’Sullivan     | 18:17, 7:15, 15:7 |
| Mixed        | Nick Ponting Julie Munday       | Alex White Christine Heatly   | 15-12, 15-7       |